# Cinq montagnes sacrées
Pour les articles homonymes, voir Montagne sacrée (homonymie).

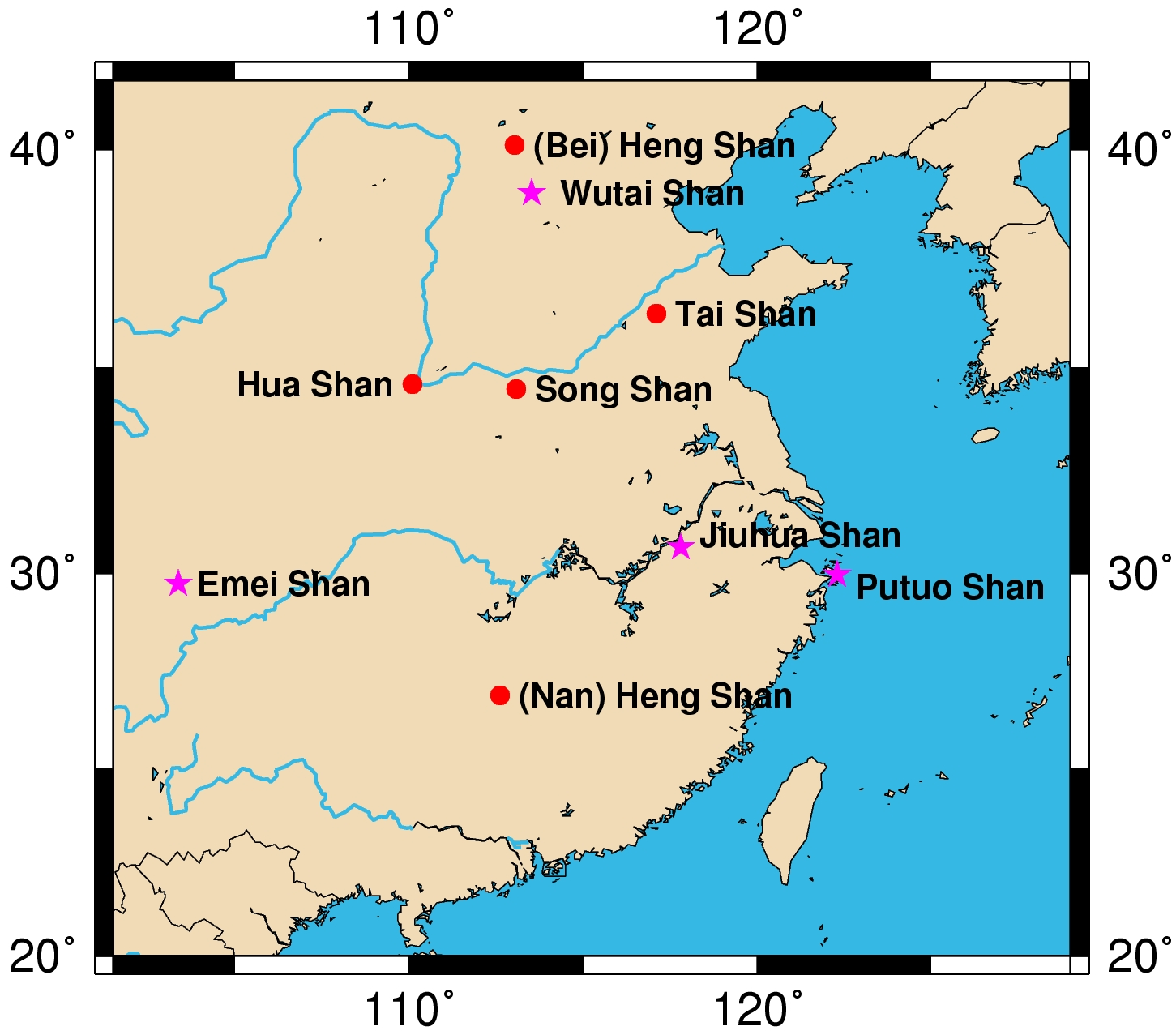
Situation des 4 monts bouddhistes (étoiles) et des 5 monts sacrés (points)

Les Cinq montagnes sacrées de Chine (chinois simplifié : 五岳 ; chinois traditionnel : 五嶽 ; pinyin : wǔ yuè) correspondant aux cinq points cardinaux chinois (c'est-à-dire avec le centre en plus) sont :
- Est : le mont Tai (泰山, tài shān), situé dans le Shandong, Mont de l'Est (東岳) alt. max. 1 545 m
- Ouest : le mont Hua (华山 / 華山, huà shān), situé dans le Shaanxi, Mont de l'Ouest (西岳) alt. max. 2 220 m
- Centre : le mont Song (嵩山, sōng shān), situé dans le Henan, Mont central (中岳) alt. max. 1 512 m
- Sud : le mont Heng du Sud (衡山, héng shān), situé dans le Hunan, Mont du Sud (南岳) alt. max. 1 360 m
- Nord : le mont Heng du Nord (恆山, 恒山, héng shān), situé dans le Shanxi, Mont du Nord (北岳) alt. max. 2 016 m

Chacun de ces monts est en fait constitué d'un ensemble de sommets, le mont Heng du Sud faisant partie d'une chaîne.

## Présentation générale
Les montagnes ont toujours été en Chine des lieux privilégiés d'activité religieuse. La traduction de pèlerinage, chaosheng (朝圣 / 朝聖, cháoshèng) , est l'abréviation de chaobai shengshan 朝拜圣山 / 朝拜聖山, cháobài shèngshān, « faire un pèlerinage (ou présenter ses respect) à une montagne sacrée ». En tant que « Fils du Ciel », les empereurs se devaient d'aller au cours de leur règne rendre un culte sur les monts sacrés, ou au moins d'y envoyer une délégation. Ils le faisaient le plus souvent lors de leur prise de pouvoir pour affirmer leur qualité de titulaire du « mandat céleste », particulièrement lorsqu'ils inauguraient une nouvelle dynastie. Ces rites impériaux étaient le feng (封, fēng) destiné au Ciel et le chán (禅 / 禪, chán) destiné à la Terre.
L'ensemble des cinq monts sacrés, qui s'est constitué progressivement, apparaît bien structuré à partir de l'époque des Dynasties du Nord et du Sud avec le développement du bouddhisme et des grandes écoles taoïstes qui y construisent de nombreux temples. Les taoïstes créent vers cette époque les Dieux des cinq monts. À partir des dynasties Ming et Qing, les Monts de l'Est et de l'Ouest perdent beaucoup de leurs temples bouddhistes et prennent un caractère presque exclusivement taoïste.
Le Mont du Sud était à l'origine le mont Tianzhu dans l'Anhui. Il fut remplacé sous les Sui par l'actuel mont Heng du Sud plus méridional, le sud du Yangtsé appartenant désormais à la nation chinoise (中华 / 中華, zhōng huá). Le premier Mont du Nord, le mont Damao (Hebei) fut remplacé par le mont Heng du Nord (Shanxi) au début de la dynastie Qing. En effet, depuis que la dynastie Yuan, mongole, avait fixé sa capitale à Cambaluc (l'actuel Pékin), le mont Damao n'était plus au nord du centre politique de l'empire.
La fonction touristique et de loisir des cinq monts s'est également développée très tôt, la haute société aimant se rendre sur les hauteurs pour échapper aux chaleurs estivales.

## Les cinq montagnes

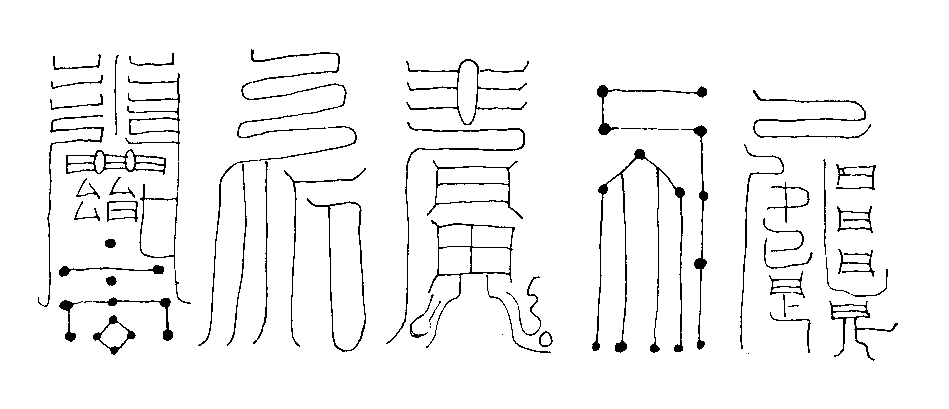
Diagrammes des cinq montagnes sacrées du taoïsme du Baopuzi

- Le mont Tai, situé près des plaines de Qi et Lu (pays de Confucius), parties du berceau de la Chine, est la plus anciennement reconnue des cinq montagnes ; elle en garde le titre de « montagne la plus connue sur terre » (天下第一山, tiānxià dìyī shān). On l'appelle parfois le mont Dai (岱山) ; ce caractère, qui la désigne exclusivement, est composé de « montagne » (山) et de « génération » (代), exprimant le fait qu'elle est l'ancêtre des monts sacrés. C'est sur le Tai Shan que Qin Shi Huang effectua les cérémonies au Ciel et à la Terre marquant son avènement. On y trouve le plus ancien vestige religieux des cinq montagnes, un temple dédié au mont dont la fondation remonte aux Han Occidentaux. Le Tai Shan est inscrit au patrimoine mondial de l'UNESCO depuis mai 1987.
- Le mont Song doit à sa place de Mont central d'avoir été le plus visité par les empereurs. Le nom de la région où il se situe, Dengfeng[2], composé de deng « gravir » et de feng « cérémonie au Ciel », lui a été donné en commémoration du rite que Wu Zetian y effectua lors de l'inauguration de sa nouvelle dynastie. La montagne est également célèbre comme site du monastère Shaolin et lieu où s'installa le moine indien Batuo. On y trouve les plus anciens vestiges chinois d'observatoire astronomique (Zhou Occidentaux) ainsi qu'un observatoire datant des Yuan.
- Le mont Hua dont le nom signifie « Magnifique »[3]. Sa forme lui vaut aussi le surnom de « main d'immortel » (仙掌, xiān zhǎng). Composée de nombreuses parois à pic, cette montagne a eu de tous temps la réputation d'être dangereuse. Le visiteur ordinaire ne peut la gravir que par une seule voie longue de 15 km, d'où le dicton : « Depuis l'antiquité un seul chemin mène au mont Hua » (自古华山一条路 / 自古華山一條路, zìgǔ huáshān yī tiáo lù), exprimant qu'il n'y a en l'occurrence qu'un seul moyen de parvenir à ses fins. Les empereurs ou leurs envoyés ne la gravissaient d'ailleurs pas et effectuaient les rites dans des temples situés à faible hauteur.
- Le mont Heng du Nord se compose de deux sommets de 2 190 et 2 017 m séparés par le col de Jinlong[4] « dragon d'or ». De nombreuses batailles eurent lieu près de cette passe stratégique ; Bei Heng Shan avait dès les Ming le surnom de « première fortification naturelle du Nord ». On prétend que l'empereur Yao y chassait.
- La chaîne du mont Heng du Sud est composée de 72 sommets qui s'étendent de Hengyang à Changsha. Zhurong, ancêtre mythique devenu dieu du feu, y aurait vécu et y serait mort. L'humidité qui s'élève du bassin de Hengyang et de la rivière Xiang[5] couronne presque constamment la montagne de nuages dits « fumée du mont Heng ».